# 장다름

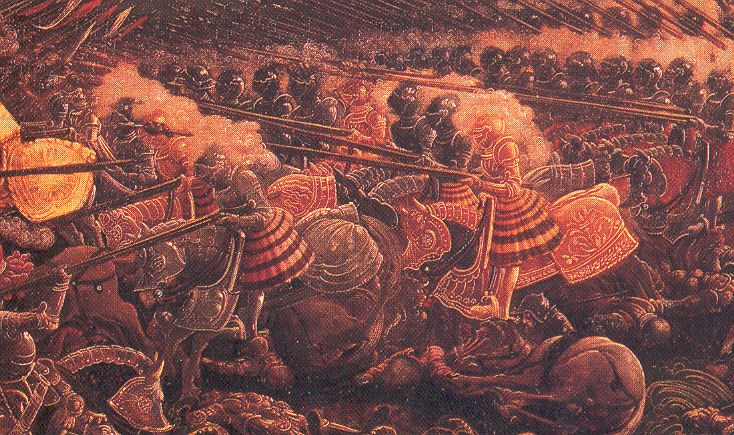
16세기 장다름 중창기병대의 돌격.

장다름(프랑스어: Gendarme [ˈʒɑːndɑːrm][*])은 중근세 프랑스의 중기병 병과다. 귀족 출신들로 이루어진 정예병과로, 판금갑으로 전신을 둘러치고 말에게도 마갑을 입힌 뒤 랜스를 든 창기병이었다. 15세기 말엽에서 16세기 중반이 전성기로, 프랑스 국왕들이 육상전 우위를 점유하는 데 잠재적 정규군으로서 기여했다.